# مصطفى علي (نحات)
مصطفى علي (بالإنجليزية: Mustafa Ali)‏ ولد في  1956، في اللاذقية، سوريا هو نحات سوري، ومن أهم نحاتي سوريا الذين وصلوا للعالمية، اشتهر بتأسيس حي الفنانين بدمشق القديمة في حي الأمين، الذي شكل علامة ثقافية فارقة لدمشق القديمة، كما أن منحوتاته موجودة في عدد كبير من المعارض العالمية مثل معهد العالم العربي بباريس، متحف الشارقة، الجمعية الملكية الأردنية، وغيرها. وصنفته مجلة أريبيان بيزنس كواحد من أكثر 100 شخصية مؤثرة في العالم للعربي.

## حياته
ولد مصطفى علي عام 1956 في بلدة أوغاريت محافظة اللاذقية السورية، أوغاريت المدينة المشهورة بآثارها الفينيقية واكتشاف لوح الأبجدية الأوغاريتية.

### الدراسة
درس في كلية الفنون الجميلة في دمشق و تخرج من قسم النحت عام 1979. إلتحق عام 1996 في أكاديمية الفنون الجميلة في كرارا في إيطاليا.

## المهنة والأسلوب
يستخدم مصطفى علي خامات الخشب والبرونز في أعماله الفنية، بالإضافة لاستخدام الحجر والبوليستر والمعادن وغير ذلك. تأثر بفنون الحضارة الإتروسكانية والتي تعود أصولها للفنون الشرقية وبخاصة الأوغاريتية، كما أنه متأثر بالمنحوتات التدمرية وبخاصة الفن الجنائزي منها، ومن المعاصرين فقد تاثر بالنحات السويسري جياكوميتي.

## أعماله
أنجز علي الكثير من المنحوتات وأعمال ترميم أثرية وفنية، ومن أبرز أعماله:
- أول معرض له كان عام 1988، وكان معرضا للمنحوتات البرونزية.[8]

- تصميم منحوتة فنية بمساحة 36 متر مربع، تزين سطح متحف معهد العالم العربي في باريس.[9]